# Notiobiella valida
Notiobiella valida is een insect uit de familie van de bruine gaasvliegen (Hemerobiidae), die tot de orde netvleugeligen (Neuroptera) behoort. 
Notiobiella valida is voor het eerst wetenschappelijk beschreven door Banks in 1920.